# Kverkfjöll
Kverkfjöll är en bergskedja och vulkaner i republiken Island. Den ligger i regionen Austurland, 250 km öster om huvudstaden Reykjavík.